# Notocitellus
Notocitellus es un género de ardillas terrestres. Son endémicas de México.

## Especies
Se reconocen las siguientes especies:
- Notocitellus adocetus
- Notocitellus annulatus